# 爱德华多·奇利达
爱德华多·奇利达（西班牙語：Eduardo Chillida，1924年1月10日—2002年8月19日）是巴斯克地区出身的西班牙当代雕塑家。

## 生平
1924年1月10日出生于吉普斯夸省圣塞瓦斯蒂安，在祖父母拥有的比亚里茨酒店附近长大。年轻时是西甲球队队的守门员，后因为膝盖严重受伤，做了5次手术，结束了足球生涯。1943年至1946年在马德里大学学习建筑学。1947年退学而移居巴黎，建立了自己的第一间艺术工作室，使用石膏和粘土工作。
1954年在马德里举办了第一次个人艺术展，1954年参加米兰三年展，1956年在巴黎举办个人展，1958年在威尼斯双年展获国际雕塑大奖。
2002年8月19日在埃尔纳尼逝世。

## 作品
在巴黎工作室的创作初期，他主要受卢浮宫内雕塑作品的影响，借用石膏、黏土等典型雕塑材料进行创作，关注传统意义上的人体姿态与躯干之美。
1951年，他回到故乡巴斯克，并放弃了石膏创作，开始在当地铁匠的帮助下以锻铁方式创作。从1954年到1966年，奇里达一直在创作名为《梦之铁砧》的系列作品，以木头为原型，再加上金属，构成了爆炸性的节奏曲线。
到了60年代，他开始流连于古代文明遗址，被那里的细密半透光性材料吸引。他开始注重光与建筑的关系，利用雪花石膏、大理石等新材料创作。
1977年在圣塞瓦斯蒂安海边的礁石中安放了雕塑作品《风之梳》。它由三块钢板组成，意为“面向大自然开放”。海浪的冲击和风的吹拂使雕塑发出声响并使钢铁原来的状态发生富于表现力的视觉变化。
|                   | 空间是我们周围事物中最具活力的，就像精神的本质。 |
| ——爱德华多·奇利达 |                                                  |

## 图集

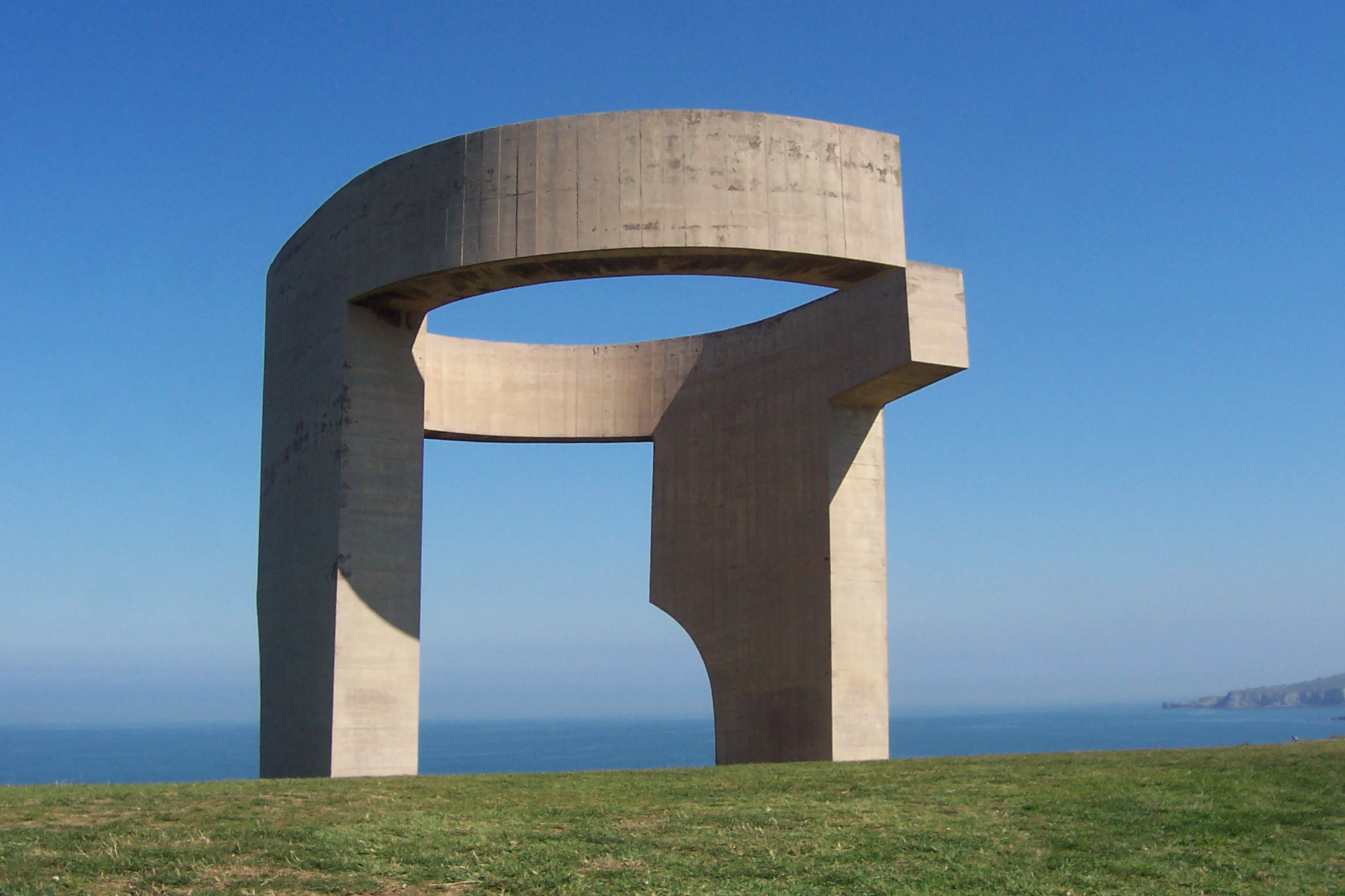
《赞美地平线》 （希洪）
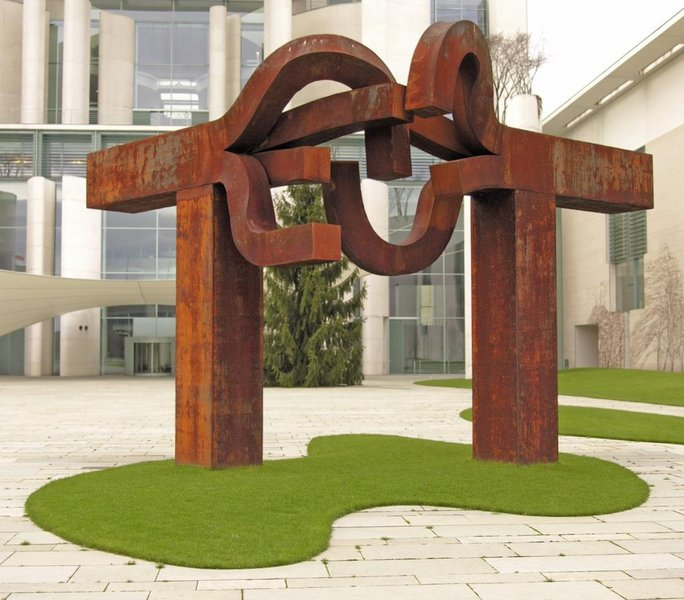
《柏林》 （德国柏林）
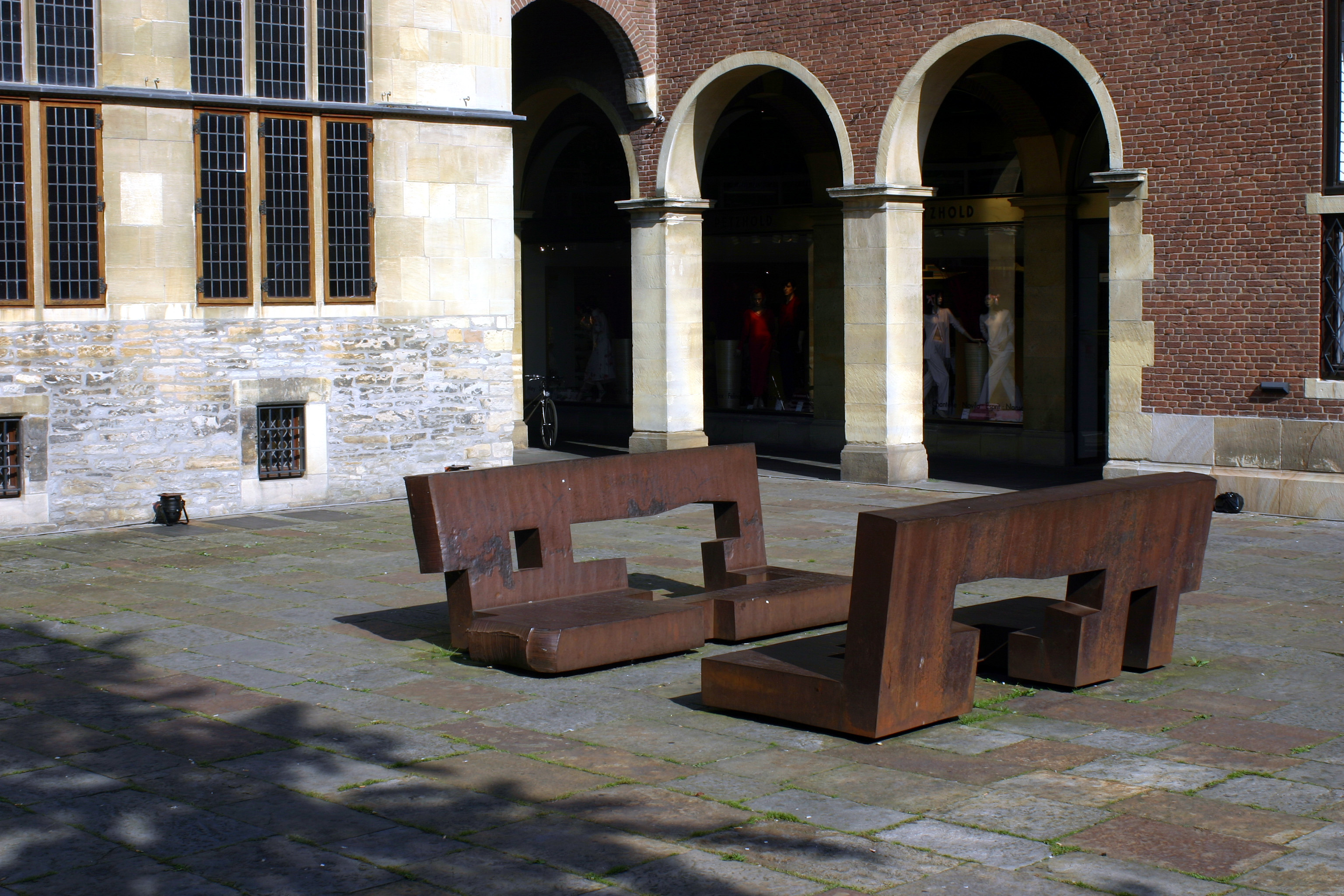
《寬容对话》 （德国明斯特）
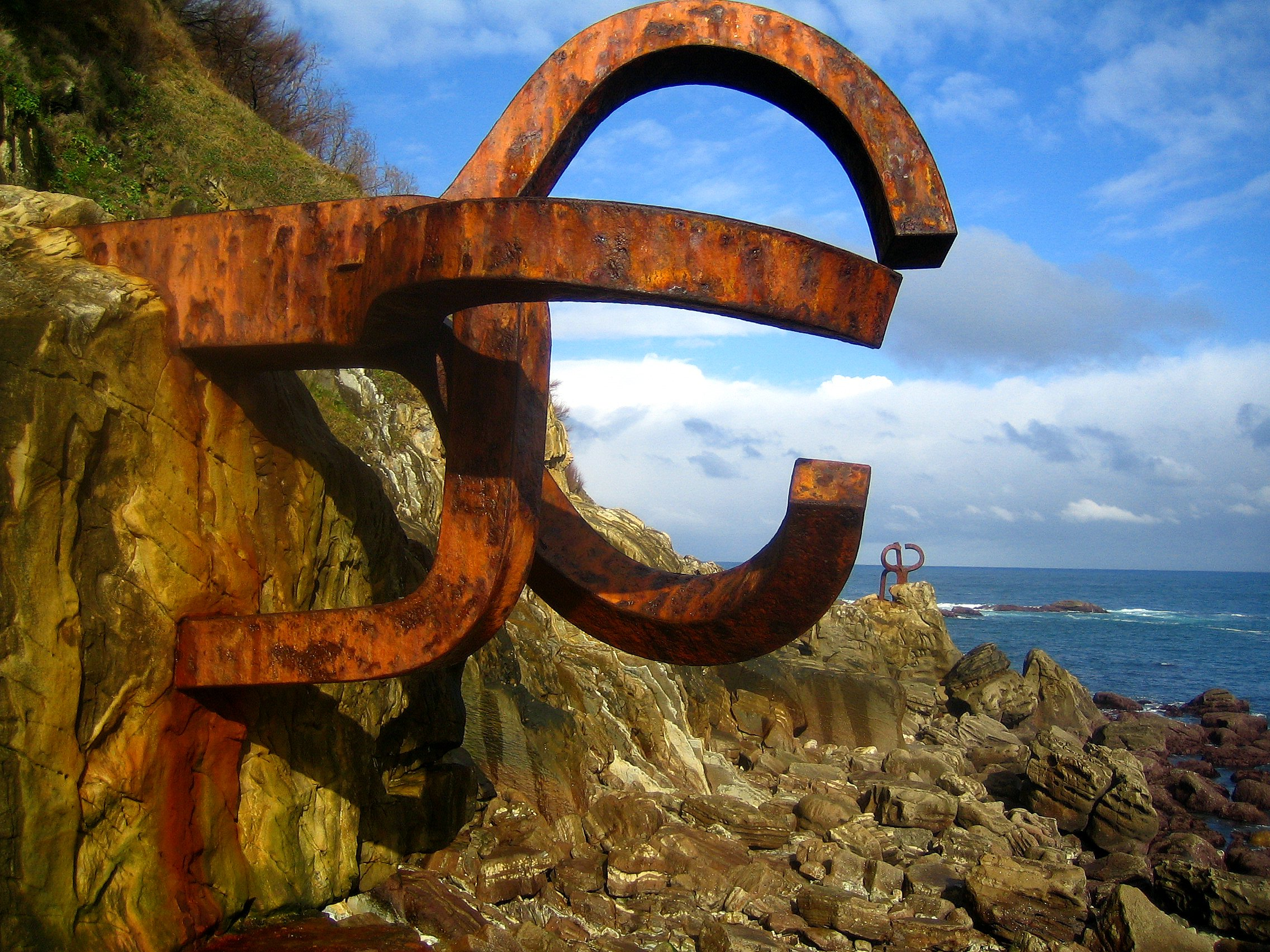
《风之梳》 （圣塞瓦斯蒂安）
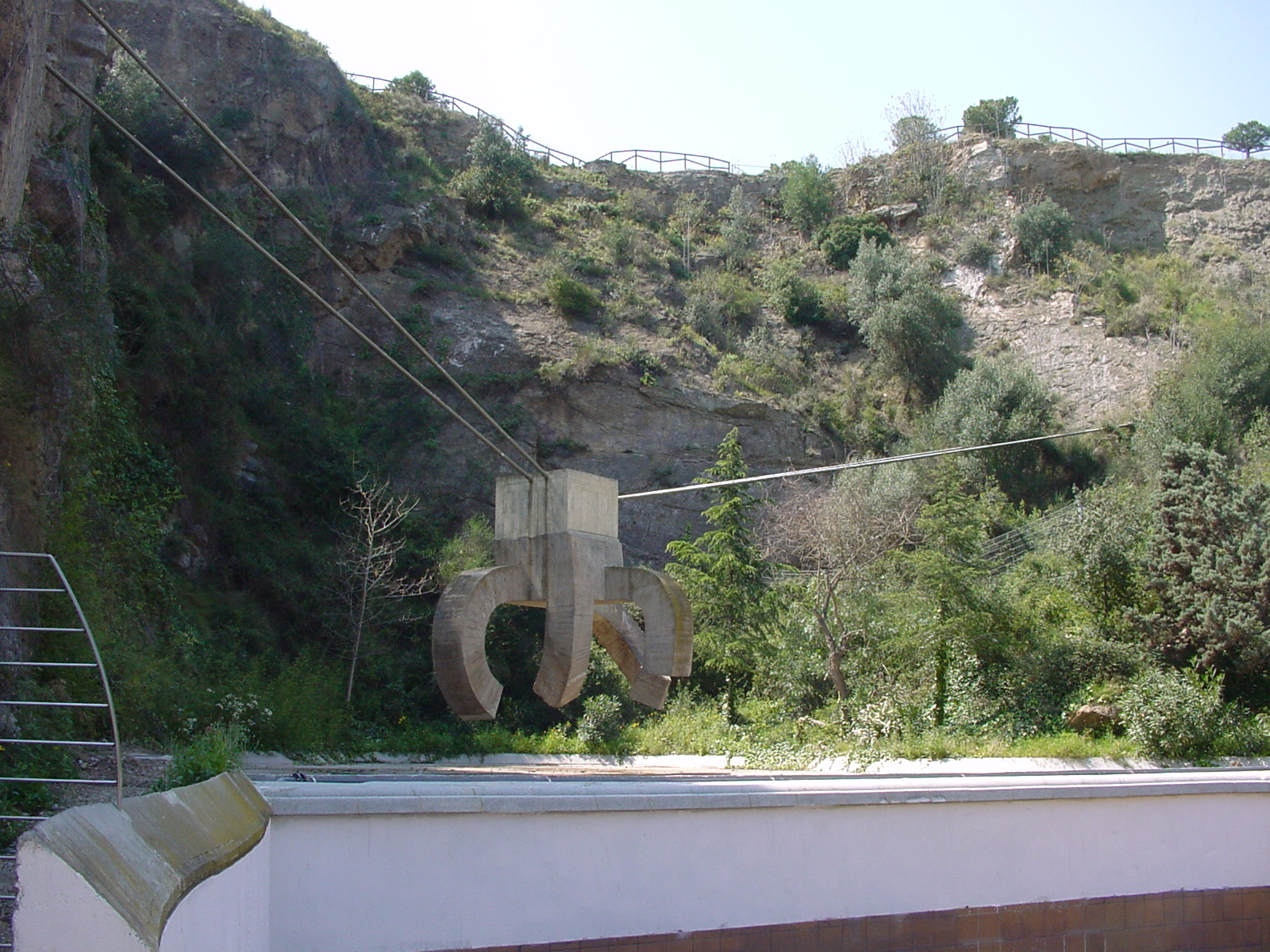
《赞美水》 （巴塞罗那）
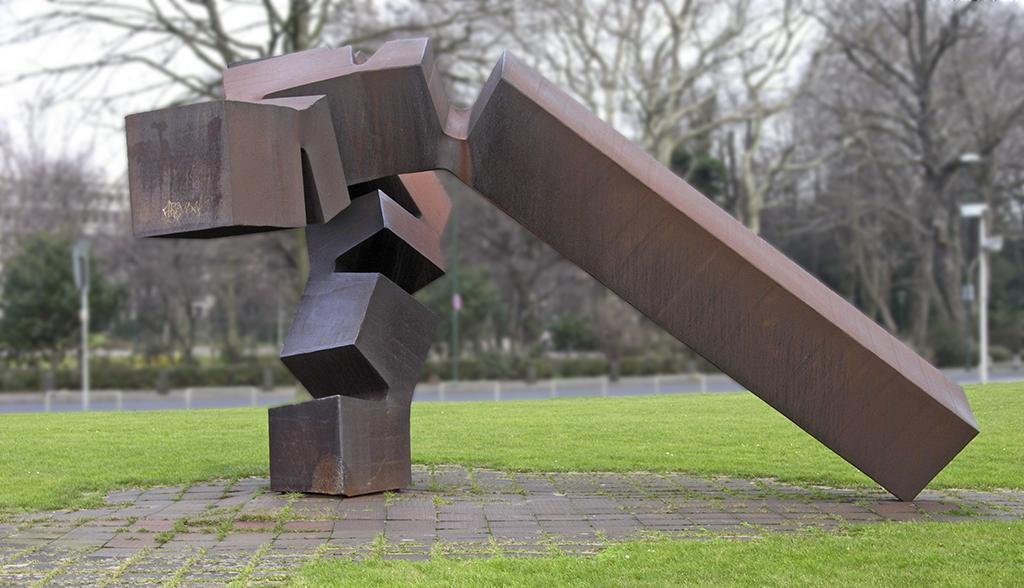
《纪念碑》 （德国杜塞尔多夫）